# Сан Лацаро ди Савена (Перуђа)
Сан Лацаро ди Савена је насеље у Италији у округу Перуђа, региону Умбрија.
Према процени из 2011. у насељу је живело 42 становника. Насеље се налази на надморској висини од 447 м.